# Tenzin Loungtog Thrinlè Chöpa
Ling Rinpoché
Thouptèn Loungtog Namgyel Thrinlè
Tenzin Loungtog Thrinlè Chöpa est né le 18 novembre 1985 à Dharamsala. Sa famille est originaire du camp de réfugiés tibétains de Bir dans l'État d'Himachal Pradesh dans le nord de l'Inde. Sa mère décède alors qu'il est encore un très jeune enfant. Son père décide de le remettre au Tibetan Children's Villages à Dharamsala.
C'est à l'âge de 2 ans, en 1987, qu'il est reconnu comme la réincarnation de Ling Rinpoché par le 14e Dalai Lama. En 1990, il entre officiellement au monastère de Drepung Loseling où se sont déroulées d'importantes cérémonies pour cette occasion.
À l'âge de 8 ans, il prend ses vœux de Upasaka (ordonné laïc), Pravrajya (ordination) et Sramanera (moine novice) auprès de le 14e Dalai Lama. 
Le 3 mars 2004, à 18 ans, le 14e Dalai Lama le consacre moine pleinement ordonné (Bhikshu).
Désormais, il réside au monastère de Drepung Losing au sud de l'Inde. Il enseigne le Dharma et a notamment effectué des voyages en Corée du Sud et en France.